# Кучовка
Кучовка (укр. Кучівка) — село в Староконстантиновском районе Хмельницкой области Украины.
Население по переписи 2001 года составляло 167 человек. Почтовый индекс — 31115. Телефонный код — 3854. Занимает площадь 0,456 км². Код КОАТУУ — 6824288905.

## Местный совет
31115, Хмельницкая обл., Староконстантиновский р-н, с. Стецки